# Aniceto Carvajal Sobrino
Aniceto Carvajal Sobrino (n. 1897) va ser un militar espanyol, que va participar en la Guerra del Rif i en la Guerra Civil Espanyola. Diplomat en Estat Major, va arribar a obtenir la Creu Llorejada de Sant Ferran.

## Biografia
Va néixer a la localitat toledana de Navalcán el 4 de setembre de 1897.
Ingressaria a l'Acadèmia d'Infanteria de Toledo en 1916, de la qual va sortir quatre anys després llicenciat amb la graduació d'alferes. Destinat inicialment al regiment de Galícia, en 1922 —després d'haver ascendit a tinent— va ser destinat a la 2a Bandera del Terç d'Estrangers. Destinat a la zona del protectorat del Marroc, va intervenir en diverses accions militars, per les quals obtindria en 1926 l'ascens a capità. Tres anys després, al febrer de 1929, mitjançant reial orde se li va imposar la Creu Llorejada de Sant Ferran per la seva actuació en la presa de Sidi Mesaud (1924).
En 1933 va ingressar a l'Escola Superior de Guerra, a Madrid, on es diplomaria com a oficial d'Estat Major.
Després de l'esclat de la Guerra civil es va mantenir fidel a la República. Va formar part de l'Estat Major de l'Exèrcit del Centre, que agrupa les unitats que combatien a Madrid i els seus voltants. Al març de 1937 va passar a ser cap d'Estat Major de l'acabat de crear IV Cos d'Exèrcit, intervenint en la batalla de Guadalajara. Més endavant es va fer càrrec de la prefectura d'Estat Major del XXI Cos d'Exèrcit, a les ordres del tinent coronel Juan Perea Capulino. Ascendit al rang de coronel, en 1938 seria designat cap d'Estat Major de l'Exèrcit de l'Est. En aquella època l'Exèrcit de l'Est guarnia la línia defensiva del riu Segre.
Després de la caiguda de Catalunya i la posterior derrota republicana es va exiliar a França, marxant després a Mèxic.

## Família
Va ser gendre del general Sebastián Pozas Perea, que durant la contesa va ser comandant dels Exèrcits del Centre i Est.

## Distincions
- Creu Llorejada de Sant Ferran (1929)